# Mario Balleri
Mario Balleri, italijanski veslač, * 17. september 1902, † 9. marec 1962.
Balleri je za Italijo nastopil na Poletnih olimpijskih igrah 1932 v osmercu. Italijanski čoln je tam osvojil srebrno medaljo.